# Gudrunstraße (Wien)
Die Gudrunstraße befindet sich größtenteils im 10. Wiener Gemeindebezirk, Favoriten, und verläuft in Ost-West-Richtung. Sie wurde 1900 nach der Sagengestalt Gudrun benannt. Am östlichen Ende der Straße liegen die Häuser Nr. 1, 3, 5, 7 und 9 im 11. Bezirk, Simmering.

## Geschichte
An Stelle der heutigen Straße befand sich schon seit dem Mittelalter ein Feldweg, der von Matzleinsdorf im Westen nach Simmering im Osten führte. Der Weg führte außerhalb des Linienwalls von der Matzleinsdorfer Linie (einem Tor im Linienwall) ein kleines Stück in südöstlicher Richtung und dann geradlinig durch unverbautes Gebiet gegen Simmering zu. Nach Errichtung des Gloggnitzer Bahnhofes der Südbahn 1840 entstanden Mitte des 19. Jahrhunderts zwischen der Bahntrasse und der heutigen Gudrunstraße die ersten Ansiedlungen in Favoriten, die bald zu einem ausgedehnten „Arbeiterbezirk“ anwuchsen. Bis 1873 zu den 1850 eingemeindeten Vorstädten Wieden und Margareten (ab 1850 4., ab 1861 4. und 5. Bezirk) gehörig, wurde dieser Teil des heutigen Bezirks Favoriten 1874 zum neuen 10. Bezirk erhoben.
Die Gudrunstraße trug bis zum Jahr 1900, in dem sie einheitlich benannt wurde, in ihren einzelnen Teilen verschiedene Namen, wie Geißelberger Weg, Kroatengasse, Berthagasse und Simmeringer Straße.
Der Bau der Straßenbahn erfolgte in Etappen. 1873 wurde eine vom Schwarzenbergplatz im Stadtzentrum durch die Favoritenstraße kommende Pferdebahnlinie vom Keplerplatz westwärts durch die Gudrunstraße bis zur Jagdgasse (beim heutigen Straßenbahn-Betriebsbahnhof) geführt. 1891 wurde eine Pferdetramway von der Reinprechtsdorfer Straße über den Matzleinsdorfer Platz bis zur Jagdgasse eingerichtet, wo sie mit der früher gebauten Linie verbunden wurde. 1899 wurde diese Strecke bis zum Keplerplatz elektrifiziert. Von der Favoritenstraße bis zur Absberggasse wurde die Strecke dann drei Häuserblöcke weiter südlich durch die parallele Quellenstraße geführt (wo es mehr Anrainer gab als beim Frachtenbahnhof): 1900 bis zum Gellertplatz, 1906 von dort zur Absberggasse. Der Streckenteil Absberggasse–Gudrunstraße–Geiselbergstraße wurde 1905 fertiggestellt. 1907 wurden die heute üblichen Linienbezeichnungen eingeführt.
Der Straßenteil von der Favoritenstraße westwärts wurde bis Jänner 1969 von den Straßenbahnlinien 6 und 7  befahren; dann wurde die Strecke hier in die Quellenstraße verlegt. Seit damals verkehrt die Autobuslinie 14A auf dem westlichen Teil der Gudrunstraße, die Linie 6 nur mehr auf dem östlichsten von der Absberggasse bis zur Bezirksgrenze.

## Lage, Charakteristik, Gebäude

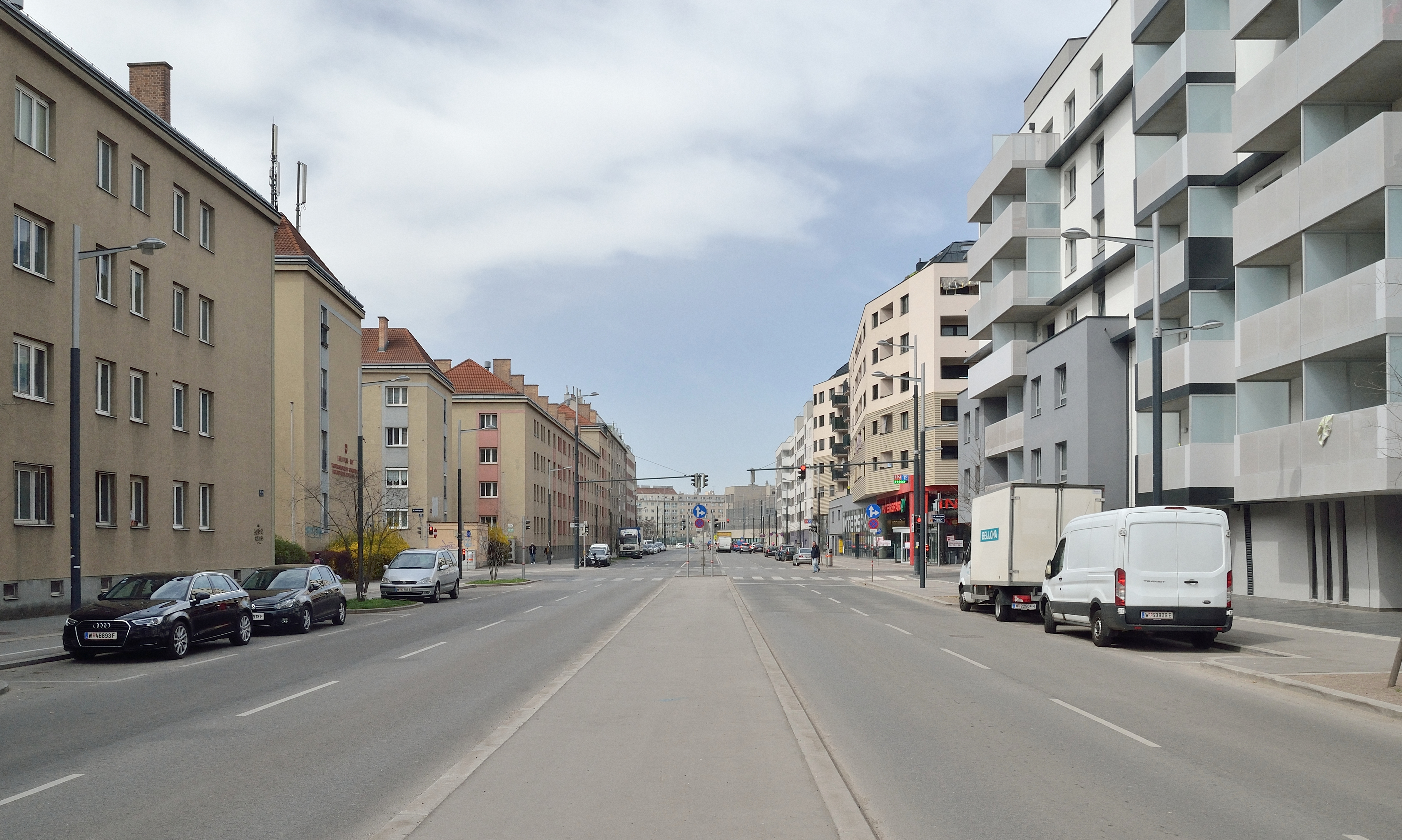
Die Gudrunstraße bei Nr. 100

An der Gudrunstraße liegen der Keplerplatz mit der „Keplerkirche“, der U-Bahn-Station und dem Magistratischen Bezirksamt, das Polizeikommissariat (Eingang Van-der-Nüll-Gasse) und der Erlachplatz (einst mit „Tröpferlbad“, wie das städtische Brausebad genannt wurde) mit ihren kleinen Grünanlagen. Die Straße ist sonst dicht mit Wohnhäusern verbaut, mit Ausnahme ihres östlichsten Teils, wo die nördliche Straßenseite an das ehemalige, 2009 / 2010 geräumte Frachtenbahnhofsgelände von Süd- und Ostbahnhof grenzt, ein Areal, das parallel zum Bau des neuen Hauptbahnhofs beim Südtiroler Platz, komplett verändert wurde und sukzessive mit einem neuen Stadtteil an Gudrunstraße und Sonnwendgasse namens Sonnwendviertel verbaut wird.
Von der ursprünglichen späthistoristischen Verbauung des späten 19. und frühen 20. Jahrhunderts sind nur mehr wenige Fassaden erhalten, wenn auch die meisten Bauten noch bestehen. Im Abschnitt zwischen Sonnwend- und Neilreichgasse finden sich zahlreiche kleine Geschäfte, oft von türkischen Ladenbesitzern.
Die Gudrunstraße wird stark von Autoverkehr frequentiert; sie ist im westlichen Teil vierspurig (die beiden Außenspuren zum Parken), im östlichen Teil oft fünfspurig (südliche Außenspur zum Parken). Öffentliche Verkehrsmittel sind die U-Bahn-Linie U1 (Station Keplerplatz), die Autobuslinie 14A, die zwischen Favoritenstraße und Triester Straße fünf Haltestellen hat, sowie die Straßenbahnlinie 6 ein kurzes Stück vom östlichen Beginn der Gudrunstraße bis zur Absberggasse (keine Haltestelle in der Gudrunstraße).

### Östlicher Teil: Gräßlplatz–Favoritenstraße
Die Gudrunstraße beginnt in Verlängerung der Geiselbergstraße in Simmering beim Gräßlplatz bzw. beim Werkstättenweg einen Häuserblock östlich der Bezirksgrenze zwischen Simmering und Favoriten, die an der östlichen Seite der Bahntrasse der Ostbahn verläuft, kreuzt die Bahn in einer Unterführung und führt geradlinig gegen Westen. An der Südseite beginnt die Gudrunstraße mit dem Kretaviertel. Nach der Unterführung besteht an der Ecke zur Absberggasse die 2019 fertiggestellte neue Endstation der Straßenbahnlinie D, die vom ehemaligen Südbahnhof in zwei Ausbaustufen hierher verlängert wurde. Zwischen Ostbahn und Sonnwendgasse breitet sich nördlich der Straße das große, 2009 / 2010 frei gemachte ehemalige Bahnhofsareal, das teilweise noch in Bau befindliche Sonnwendviertel, aus. Westlich der Sonnwendgasse wird die Gudrunstraße zu beiden Seiten großteils von „Rastervierteln“ eingefasst, die in der zweiten Hälfte des 19. Jahrhunderts entstanden sind.

#### Nr. 1
Das Wohn und Bürogebäude für „Mikroappartements“ mit Büronutzung im Obergeschoß wurde 2021 vom Büro KLK (Heinz Lutter) errichtet. An seiner Hauptfront zum Werkstättenweg sind die einzelnen Einheiten mit an Vogelhäusern erinnernde Formen plastisch hervorgehoben.

#### Nr. 55–103: Emil-Fucik-Hof
Diese schmucklose, ausgedehnte städtische Wohnhausanlage entstand 1950–1952 nach Plänen von Franz Schuster gegenüber dem damaligen Frachtenbahnhof. Die Anlage mit 671 Wohnungen umfasst 19 Wohnhäuser, die sowohl in Blockrandverbauung als auch freistehend errichtet sind. Benannt wurde sie 1992 nach dem Favoritner Bezirksvorsteher Emil Fucik.

#### Nr. 125: Kepler-Gedenktafel
Am Gebäude (gegenüber Sonnwendgasse) befindet sich eine Gedenktafel mit Porträtrelief für den Astronomen Johannes Kepler aus dem Jahr 1955.

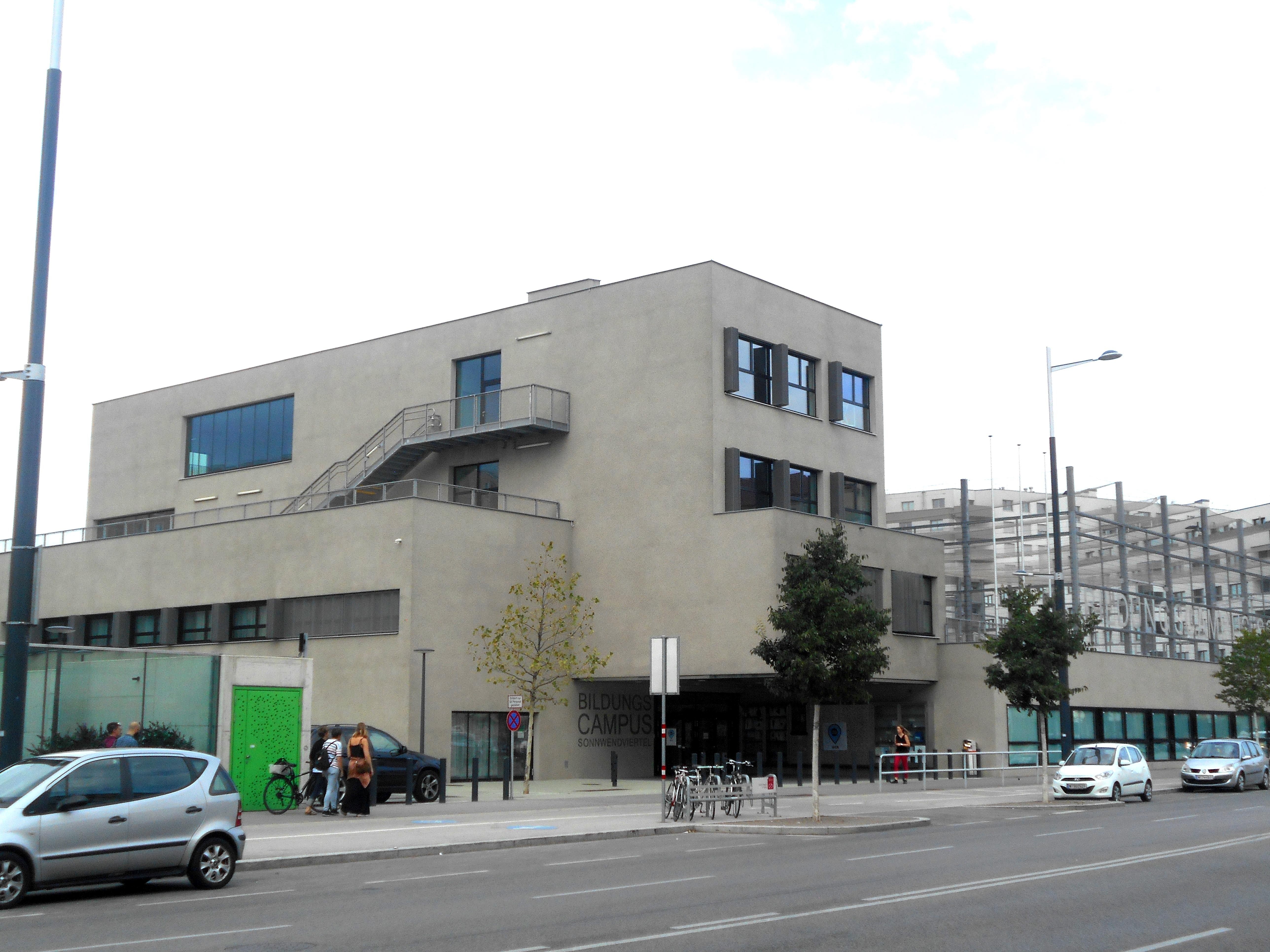
Bildungscampus

#### Bildungscampus
Auf dem ehemaligen Frachtenbahnhofsgelände wurde an der Gudrunstraße nahe der Ecke zur Sonnwendgasse von der Stadtverwaltung ein Bildungscampus genanntes Areal mit Schulen und Kindergärten errichtet. Der Bau wurde 2014 fertiggestellt. An seiner nördlichen Seite grenzt der Campus an den Helmut-Zilk-Park. Die Einrichtungen im Campus sind innenarchitektonisch flexibel gestaltet und lassen sich rasch an unterschiedliche Formen der Pädagogik anpassen.

### Westlicher Teil: Favoritenstraße–Triester Straße
Die Straße quert hierauf beim Keplerplatz die seit 1974 als zentrale Favoritner Fußgängerzone fungierende Favoritenstraße, unter der seit 1978 die U-Bahn-Linie U1 verläuft, und drei Häuserblöcke weiter die bis zur südlichen Stadtgrenze führende Laxenburger Straße (Straßenbahnlinie O). Nach weiteren zehn Häuserblöcken grenzt südlich der Evangelische Matzleinsdorfer Friedhof an. Dort macht die Straße eine flache Kurve nach Nordwesten und endet beim Beginn der Triester Straße und den Gleisen der Südbahn beim Matzleinsdorfer Platz (S-Bahn, Straßenbahnlinien 1, 6, 62 und Badner Bahn). Die höchsten im offiziellen elektronischen Stadtplan auffindbaren Hausnummern sind Nr. 189 (vor dem Friedhof) und Nr. 198 (bei der Südbahnbrücke).

#### Vor Nr. 128: Pfarrkirche St. Johann Evangelist
Von der Gudrunstraße durch eine kleine Parkanlage etwas abgerückt, steht hier auf dem Keplerplatz die große, zweitürmige Pfarrkirche, im Volksmund „Keplerkirche“ genannt.

#### Nr. 128, 130: Bezirksamt

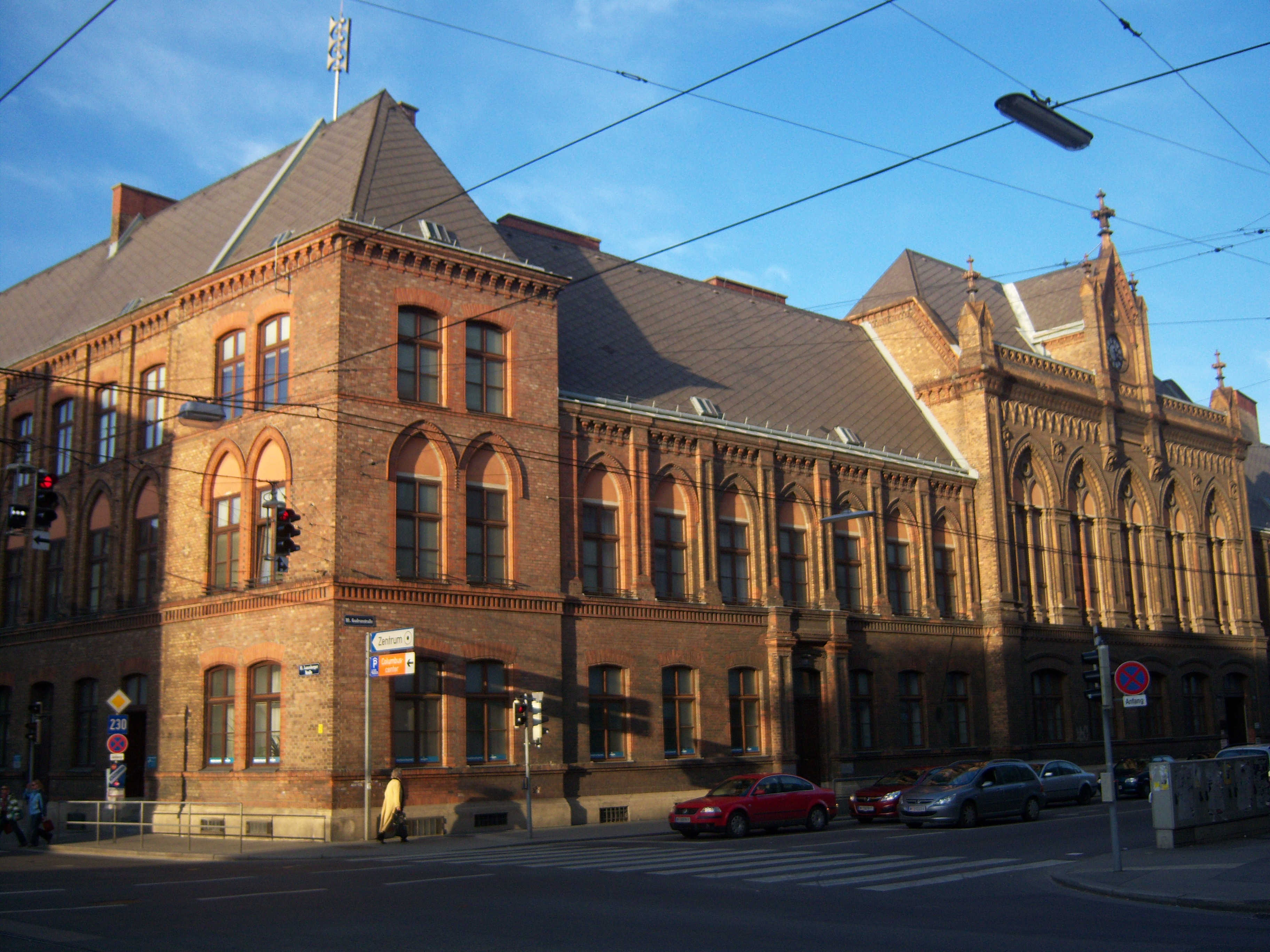
Magistratisches Bezirksamt Favoriten

Das Magistratische Bezirksamt für den 10. Bezirk bildet mit dem Pfarrhof der Keplerkirche (Keplerplatz 6), der seit 1871 bestehenden Schule Keplerplatz 7 und einem ehemaligen Waisenhaus den Häuserblock Laxenburger Straße 43–47 / Keplergasse / Keplerplatz / Gudrunstraße 128–130. Es wurde 1881–1882 von der Hochbauabteilung des Stadtbauamts unter der Leitung von Friedrich Paul und Josef Pürzl in gotisierender Bauweise aus Sichtziegeln errichtet. Auf der Seite an der Gudrunstraße besitzt die symmetrische Fassade einen reich dekorierten Mittelrisalit, hinter dessen Spitzbogenfenstern im 1. Stock der Festsaal (Standesamtssaal) liegt. Der Mittelrisalit wird von niedrigeren Seitenflügeln flankiert.

#### Nr. 157, 159, 159A: Straßenbahn-Betriebsbahnhof Favoriten

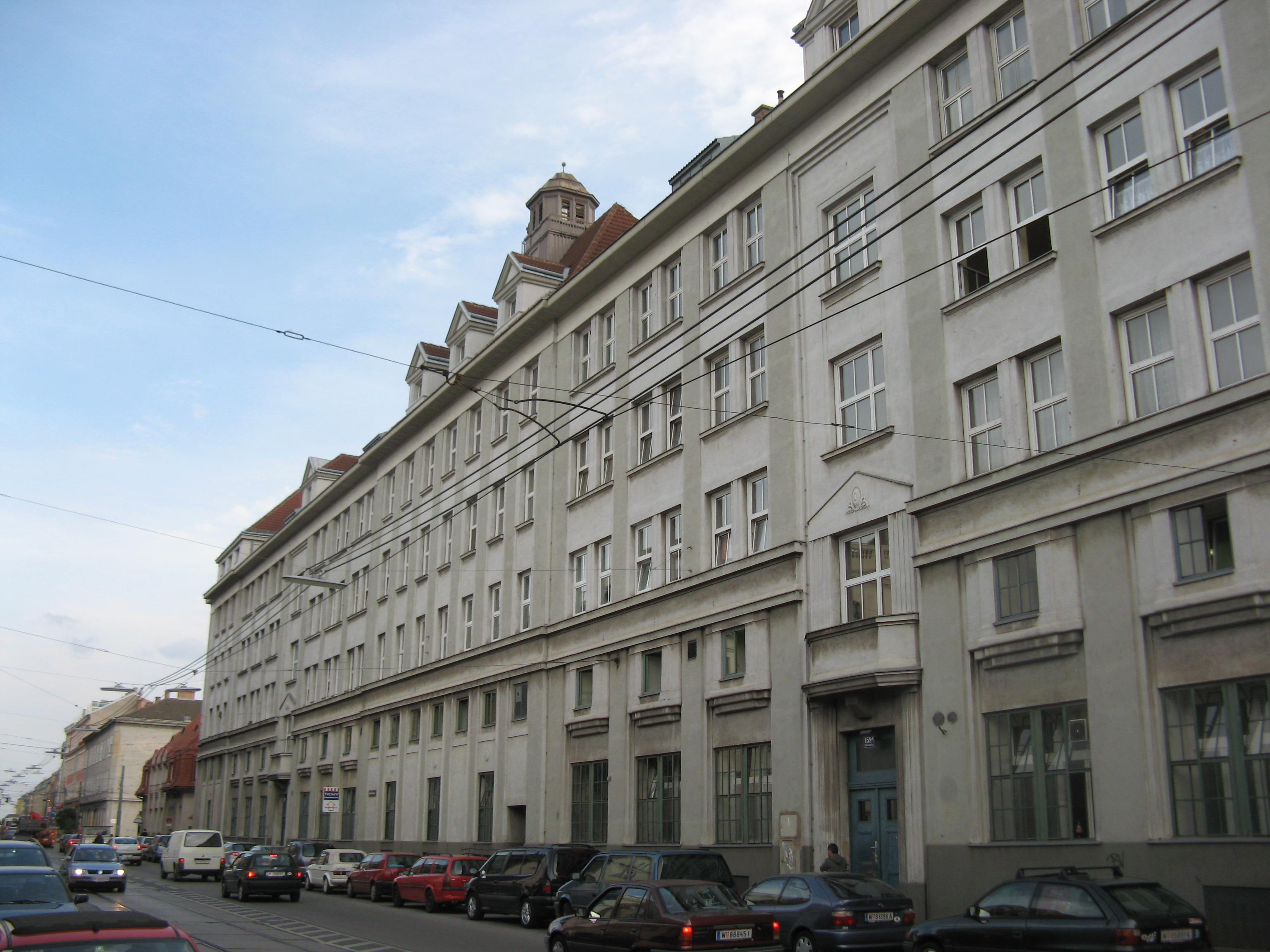
Betriebsbahnhof Favoriten

Zwischen Gudrunstraße, Erlachgasse und Leebgasse liegt das ausgedehnte Gelände des Straßenbahn-Betriebsbahnhofes Favoriten der Wiener Linien mit seinen Remisen. Die ursprüngliche Remise wurde 1899 von der Tramwaygesellschaft gebaut und war noch für die Pferdetramway bestimmt, obwohl in diesem Jahr in der Favoritenstraße schon die „Elektrische“ fuhr. Der heutige Bahnhof wurde 1914–1915 von der Hochbauabteilung der städtischen Straßenbahnen errichtet. Vom Bahnhof bis zur Laxenburger Straße führen Gleise auf der Gudrunstraße (ehem. Endstation der Linie O). An der Gudrunstraße selbst liegen die Verwaltungs- und Wohnbauten, die eine lange, schlicht gegliederte Fassade bilden. Daneben liegt das freistehende, niedrigere Abfertigungsgebäude, das ein markantes Walmdach aufweist. Am Gebäude befindet sich eine Gedenktafel für sieben Mitglieder einer kommunistischen Betriebsgruppe unter Otto Benedikt, die 1942 ermordet wurden.

#### Nr. 187: Ehemals Brown Boveri-Werke

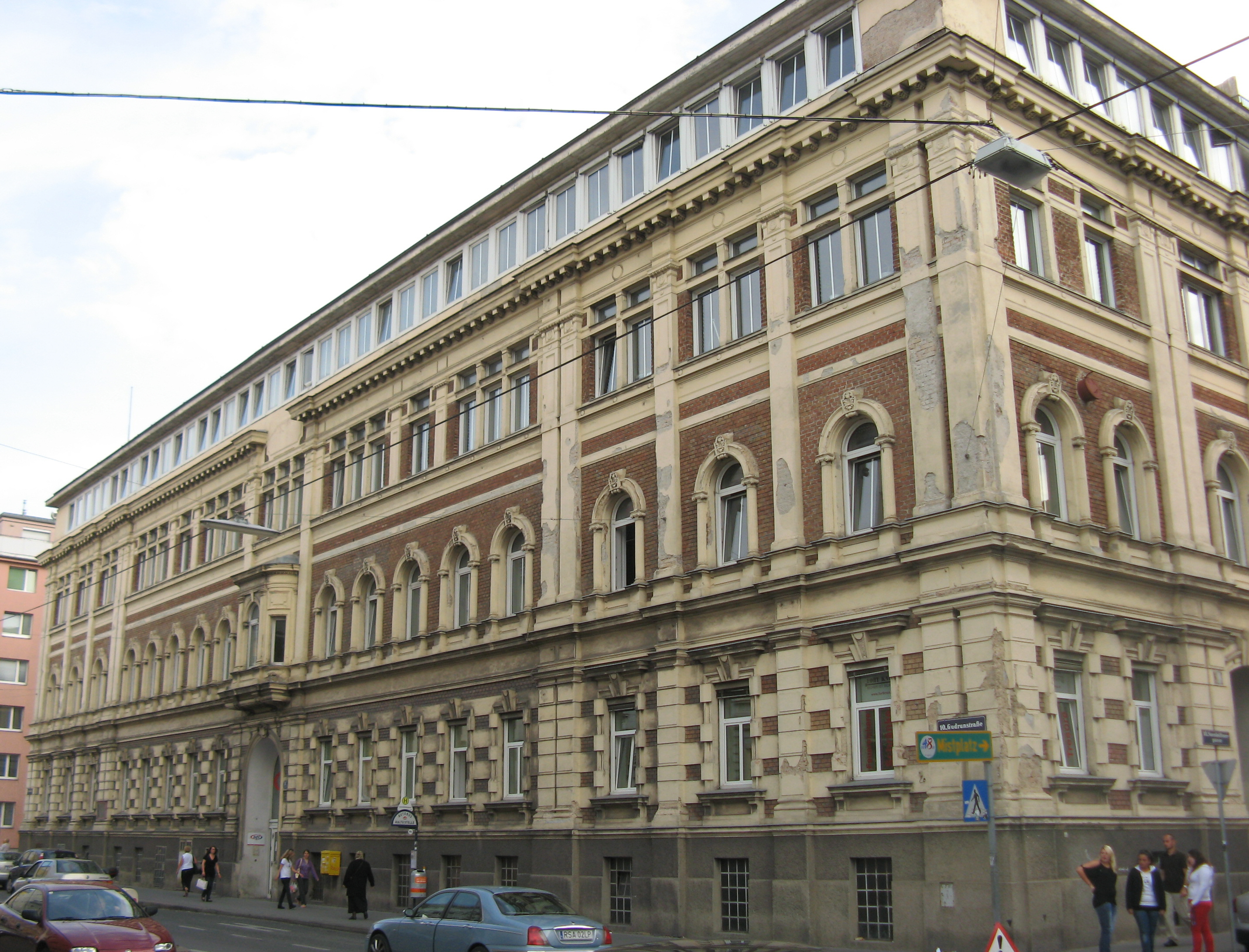
Ehemalige Brown Boveri-Werke

Hier befanden sich bis zum Abriss 2015 die Betriebsgebäude der Österreichischen Brown Boveri-Werke. Sie entstanden von 1890 bis 1891. Gegründet wurde die Fabrik von Béla Egger, der eine ursprünglich im 4. Bezirk befindliche Telegrafenbauanstalt und eine früher im 5. Bezirk gelegene Werkstätte für Starkstrom hier vereinigte. 1910 wurde sie von Brown Boveri übernommen und die Anlage bis 1911 durch Zubauten erweitert. Erhalten war zuletzt nur mehr das einstige Verwaltungsgebäude in strenghistoristischer Gliederung aus Sichtziegeln. Am Gebäude befand sich eine Gedenktafel für sechs Mitglieder einer kommunistischen Betriebsgruppe unter Leopold Weinfurter. Bis Sommer 2014 war hier ein Standort des Berufsförderungsinstituts. Anfang 2015 erfolgte der umstrittene Abriss des Gebäudes; es wurde durch einen Neubau ersetzt.